# Trekhaak

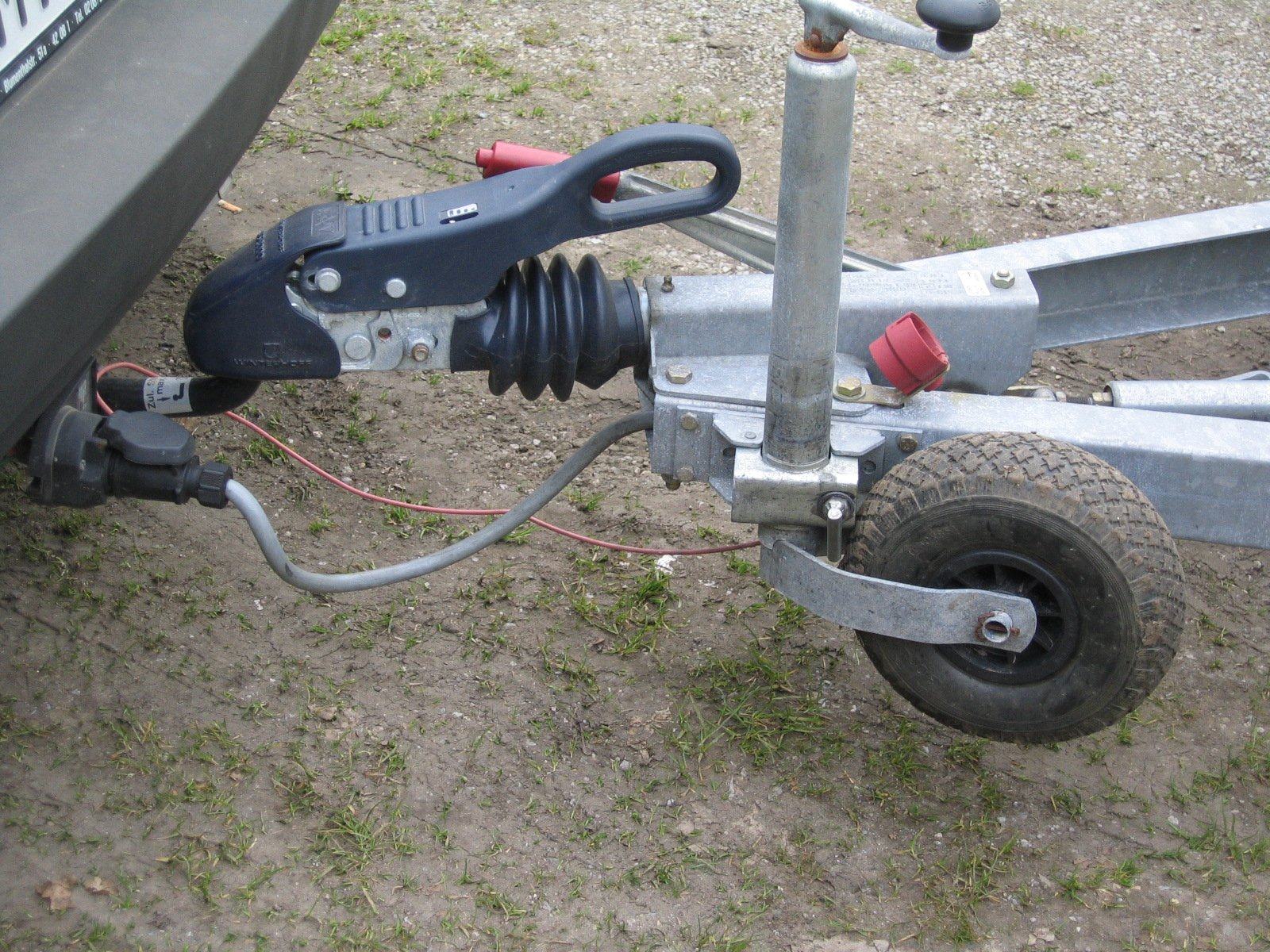
Trekhaak met een caravan gekoppeld

Een trekhaak is een metalen haak achter een voertuig waarmee een aanhangwagen kan worden getrokken. Voor elke trekhaak geldt een maximale gewichtsbelasting, een juiste gewichtsverdeling van het getrokken voertuig speelt hierin een beslissende rol. 
Een trekhaak moet zorgen voor een verbinding die gemakkelijk gemaakt en weer verbroken kan worden. De verbinding moet beweeglijk blijven: de aanhangwagen moet kunnen draaien om drie assen (een eenwielige aanhangwagen om twee assen).
Een trekhaak heeft lang niet altijd de vorm van een haak.
Voor rangeerdoeleinden wordt een trekhaak aan de voorzijde van een voertuig gebruikt.

## Personenauto's

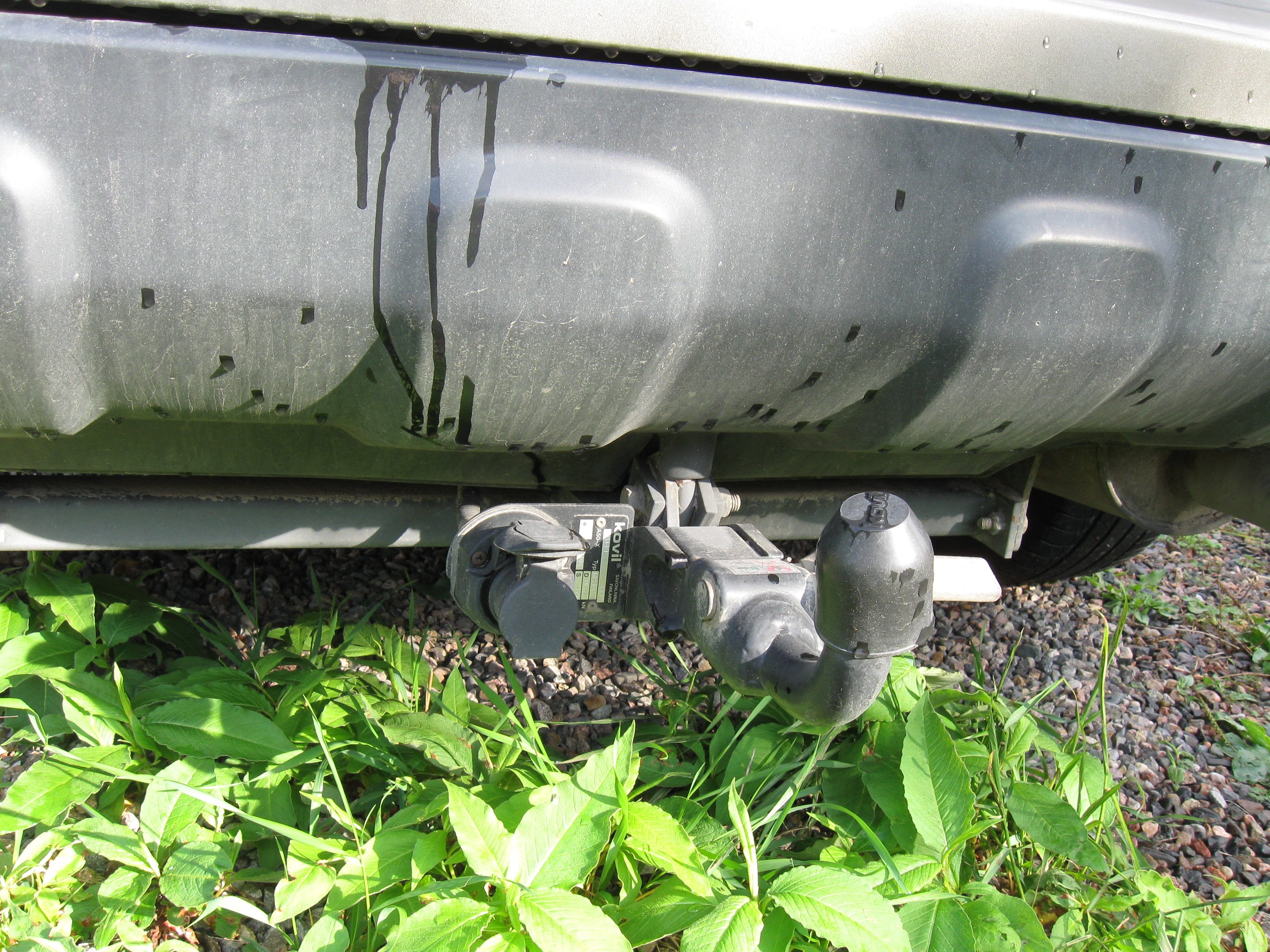
Trekhaak

Trekhaken voor personenauto's zijn gestandaardiseerd wat betreft de wijze van aankoppelen. Het is daardoor mogelijk een willekeurige aanhangwagen achter een auto te koppelen. De constructie van de trekhaak verschilt echter per auto: het is niet mogelijk een willekeurige trekhaak aan een auto van een bepaald type te monteren.
Het balvormige uiteinde noemt men de kogel, die in combinatie met het getrokken deel een maximum aan vrijheidsgraden geeft. Buiten Noord-Amerika, ook in Nederland, is de ISO kogel met een diameter van 50 mm het meest gangbaar. Er bestaan ook kogels met een andere diameter. De kogel wordt soms met een kunststof kapje (of een kapotte tennisbal) afgedekt als hij niet in gebruik is.
Soms wordt de kentekenplaat door de trekhaak afgedekt. In dat geval moet de kentekenplaat (en de verlichting ervan) verplaatst worden. Vaak ook is het mogelijk de kogel van de trekhaak te verwijderen. Vaak kan ook de volledige haak worden verwijderd: de afneembare trekhaak. Dit is vaak een in- en uitschuifbaar systeem; met behulp van een sleutel en een draaiknop of hendel kan de gemonteerde haak uit de vastgemonteerde constructie worden geschoven. Dan zijn meestal alleen het stopcontact en het haakgat nog te zien. 
Voor voertuigen geregistreerd op of na 1 augustus 1998 moet een trekhaak in de Europese Unie voldoen aan richtlijn 94/20/EG.

## Connector
De trekhaak dient te zijn voorzien van gestandaardiseerde contactdoos voor de aansluiting van de verlichting. De verbinding tussen de auto en het object wordt tot stand gebracht door middel van een stekker en bijpassende stekkerdoos. Traditioneel is het de 7-polige connector volgens ISO 1724 en DIN 72577, inmiddels is er de 13-polige connector (ook wel bekend als de Jaeger-connector) volgens ISO 11446 en DIN V-72570. Er bestaan nog twee andere 13-polige connectoren: de oudere Multicon Feder en de nieuwere Multicon West. Een 7-polige stekker past probleemloos in een Multicon-contactdoos, voor een Jaeger-doos is een verloopstuk nodig.
De stekker kan maar op een manier worden aangesloten in de contactdoos. Aan de onderkant van de stekker zit een kleine inkeping die net in het stopcontact van de stekkerdoos past. Als iemand meerdere trek-objecten heeft, zoals aanhangers, fietsenrekken en paardentrailers, is het mogelijk om 7-polige en 13-polige stekkers aan te sluiten. Adapters zijn de oplossing voor dit probleem. Met adapters is het mogelijk om te schakelen tussen verbindingen. Er zijn adapters verkrijgbaar om een 7-polige stekker naar een 13-polige stekker en een 13-polige stekker naar een 7-polige stekker aan te sluiten.

### Aansluitschema 7-polige stekker

Contactpinnen 7-polige stekker

| Pin | Functie                                        | Kleur       |
| --- | ---------------------------------------------- | ----------- |
| 1   | Richtingaanwijzer links                        | geel        |
| 2   | Mistachterlicht                                | blauw/bruin |
| 3   | Massa (t.b.v. contacten 1 t/m 7)               | wit         |
| 4   | Richtingaanwijzer rechts                       | groen       |
| 5   | Achterlicht/breedtelicht en nummerplaat rechts | bruin       |
| 6   | Remlichten                                     | rood        |
| 7   | Achterlicht/breedtelicht links                 | zwart       |

### Aansluitschema 13-polige stekker

Contactpinnen 13-polige stekker

| Pin | Functie                                        | Kleur       |
| --- | ---------------------------------------------- | ----------- |
| 1   | Richtingaanwijzer links                        | geel        |
| 2   | Mistachterlicht                                | blauw       |
| 3   | Massa voor contacten 1 t/m 8                   | wit         |
| 4   | Richtingaanwijzer rechts                       | groen       |
| 5   | Achterlicht/breedtelicht en nummerplaat rechts | bruin       |
| 6   | Remlichten                                     | rood        |
| 7   | Achterlicht/breedtelicht links                 | zwart       |
| 8   | Achteruitrijverlichting                        | roze        |
| 9   | Permanente voeding                             | oranje      |
| 10  | Geschakelde voeding                            | donkergrijs |
| 11  | Massa voor pin 10                              | zwart/wit   |
| 12  | Geen functie                                   | lichtgrijs  |
| 13  | Massa voor pin 9                               | rood/wit    |

### Verschillen tussen stekkers
De 7-polige stekker voorziet enkel alleen basisverlichting. Denk aan mistlampen, richtingaanwijzers en remlichten. Door de jaren heen is verlichting steeds meer verplicht geworden, tot het punt dat stekkers niet meer aan alle verlichtingseisen kunnen voldoen. De oplossing hiervoor is de 13-polige stekker. Het verschil tussen een 7-polige en een 13-polige stekker is dat de 13-polige stekker meer kan bieden dan basisverlichting.
De extra polen op de 13-polige stekker worden onder andere gebruikt voor achteruitrijlichten, extra constante stroom en als schakelstroom met massa. Deze extra constante stroom kan bijvoorbeeld worden gebruikt voor de koelkast van een caravan, het opladen van een accu of het elektrisch openen en sluiten van een aanhangerbak.

## Fietsen en bromfietsen
Trekhaken voor fietsen zijn niet gestandaardiseerd.
Een bekend type is de Hebie-trekhaak. Deze wordt onder het zadel gemonteerd. De dissel van de aanhangwagen bevindt zich dus hoog, boven het achterwiel van de fiets. Een bagagedrager boven het achterwiel kan dus niet goed gebruikt worden als er een aanhangwagen is aangekoppeld, en een kinderzitje moet verwijderd worden. Een ander nadeel van deze trekhaak is dat hij rammelt tijdens het fietsen. Een voordeel is dat deze haak gestandaardiseerd is: een wagentje met een Herbie-koppeling past altijd aan een fiets met een Herbie-haak. De aanhangwagen kan, dankzij de hoge dissel, ook te voet worden geduwd.
Een ander type wordt aan de linkerkant van de achtervork van de fiets gemonteerd. De aanhangwagen heeft dus een lage, asymmetrische dissel. Van dit type bestaan er verschillende uitvoeringen, die niet uitwisselbaar zijn.
Bij aankoop van een fietsaanhangwagen wordt de trekhaak meestal meegeleverd. (Bij een autoaanhangwagen is dat niet het geval.) Trekhaken zijn ook los verkrijgbaar.
Er bestaat geen standaard voor het aansluiten van de verlichting van een fietsaanhangwagen. Remlicht en richtingaanwijzers zijn niet nodig, het gaat alleen om het achterlicht. Door de populariteit van achterlichten op batterijen is er vaak geen draadverbinding nodig.